# Macrozamia reducta
Macrozamia reducta är en kärlväxtart som beskrevs av Kenneth D. Hill och David Lloyd Jones. Macrozamia reducta ingår i släktet Macrozamia och familjen Zamiaceae. IUCN kategoriserar arten globalt som livskraftig. Inga underarter finns listade i Catalogue of Life.